# Cajou (émission de télévision)
Cajou est une des premières émissions en direct sur Canal J de juin 1991 à mai 1998. C'était un magazine télévisé pour les jeunes créé par Claude Pierrard, diffusé tous les soirs du lundi aux vendredi à 18h, et présenté par dix animateurs en alternance.

## L'émission
Il s'agissait d'un magazine de variétés et de divertissement qui permettait de découvrir des enfants et des adolescents dans la vie quotidienne. Il développait des thèmes comme l'actualité du jeu vidéo, du cinéma ou de la cuisine. Des reportages sur des enfants permettaient d'aborder des thèmes proches de la vie de tous les jours, ou de présenter leurs passions ou leurs loisirs. Ils comptaient parmi leurs invités des artistes, sportifs, écrivains ou autres personnalités qui répondaient aux questions des enfants. Ils ont notamment interviewé des célébrités comme Loïck Peyron ou Francis Cabrel. Un magazine centré sur la vie des jeunes de l'époque.

## Les animateurs
- Laurent Romejko
- Laurent Mariotte
- Bertrand Amar
- Jean-François Bordier
- Dominique Dutuit
- Tania de Montaigne
- Dorothée Woillez
- Karim Adda
- Daphné Vidal
- Alice Vial